# 더 기버: 기억전달자
《더 기버: 기억전달자》(영어: The Giver)는 2014년 공개된 미국의 SF 영화로, 1993년 소설 《기억전달자》를 원작으로 한다.

## 출연

### 주연
- 브렌튼 스웨이츠
- 메릴 스트립
- 제프 브리지스
- 오데야 러쉬

### 조연
- 테일러 스위프트
- 알렉산더 스카스가드
- 케이티 홈즈
- 카메론 모나한
- 에마 트람블레이
- 제퍼슨 메이즈

## 기타
- 원작자: 로이스 로우리
- 총괄프로듀서: 스쿠퍼 브라운
- 총괄프로듀서: 앨리슨 오웬
- 총괄프로듀서: 랄프 윈터
- 총괄프로듀서: 딜런 셀러스
- 라인PD: 자닌 반 아센
- 협력프로듀서: 노가 아이작슨
- 조감독: 스티브 E. 앤드류스
- 조감독: 노가 아이작슨
- 사운드슈퍼바이저: 폴 서
- 사운드슈퍼바이저: 필립 스탁톤
- 미술: 에드 버렉스
- 세트: 앤드류 맥카시
- 특수효과: 코르델 맥퀸
- 시각효과: 마크 브레이크스피어
- 시각효과: 로버트 그라스메어
- 분장: J. 로이 헬랜드
- 분장: 크리스 라이온스
- 분장: 토마스 넬렌
- 의상: 다이아나 실리어스
- 배역: 베누스 카나니
- 배역: 마리 베뉴